# Invaze na Krétu
Invaze na Krétu (také Operace Merkur nebo Bitva o Krétu) představovala útok německých vzdušných výsadkových vojsk a letadly převážené pěchoty na Krétu mezi 20. květnem a 1. červnem 1941.

## Účel a průběh
Smyslem této operace bylo obsadit ostrov a zabezpečit tak jižní křídlo Wehrmachtu (tj. Balkán a severní část východního Středomoří) před zahájením operace Barbarossa, a zároveň zajistit rumunská naftová pole, ke kterým jednotky RAF měly z ostrova velice blízko; dalším důvodem obsazení bylo také vyhladovění Tobruku. Představuje jedinou významnou bitvu historie, v níž jedna ze stran s částečným úspěchem nasadila pouze výsadkové a letadly převážené jednotky s podporou tří pěších pluků z 5. a 6. horské divize, která se měla vylodit z 63 motorizovaných plachetnic a sedmi malých parníků. Měla být chráněna dvěma torpédoborci a dvanácti motorovými torpédovkami italského námořnictva.
Akce zpočátku nevycházela podle německých představ, neboť výsadkáři narazili na mnohem silnější obranu, než původně očekávali (seskoky přímo mezi novozélandské jednotky končily masakrem parašutistů), a měli nečekaně velké problémy se zajištěním letišť pro druhou vlnu výsadku.
Německé velení několikrát zvažovalo, že nařídí generálu Studentovi akci ukončit, odradilo je od toho pouze jeho odhodlání a vědomí, že by to znamenalo odepsání všech již shozených výsadkářů. Teprve když se po téměř celém dni bojů podařilo zajistit alespoň část letiště Maleme a navzdory ostřelování přistávajících strojů dopravit na bojiště druhou vlnu výsadku a těžší zbraně, nabrala operace očekávaný spád.
Bitva skončila úspěchem Němců a obsazením ostrova, ovšem vážné problémy během akce a těžké ztráty v řadách elitních výsadkových jednotek přivedly Hitlera k (možná poněkud ukvapenému) názoru, že takto rozsáhlé akce nemají budoucnost; z téhož důvodu se patrně nikdy neuskutečnila podobná operace plánovaná proti Maltě, tzv. operace Herkules.
Obětavé nasazení Royal Navy nejprve zabránilo německým námořním výsadkům na Krétě a potom mezi 28. květnem a 1. červnem evakuovala Royal Navy z ostrova 16 500 vojáků. To vše přes naprostou leteckou převahu Osy. Za splnění tohoto úkolu však Royal Navy zaplatila vysokou cenu. 3 křižníky (Gloucester, Fiji, Calcuta) a 6 torpédoborců (Kelly, Kashmir, Imperial, Greyhound, Hereward a Juno) bylo potopeno. 2 bitevní lodě, 1 letadlová loď, 2 křižníky a torpédoborec byly poškozeny tak těžce, že musely odplout na dlouhodobé opravy do Ameriky a dalších 9 lodí bylo poškozeno lehce. Na lodi Orion, vlajkové lodi viceadmirála Pridham-Wippella, zabila jediná německá bomba 260 mužů a dalších 280 zranila. V boji padlo více než 2 100 námořníků.
Závažnou chybou britského velení bylo plošné rozmístění vojsk, které neumožnilo vést soustředěné údery do míst výsadků, zcela podle zásady, že kdo chce ubránit vše, zpravidla všechno ztratí. Stačilo přitom položit důraz na včasné zasazení mobilních záloh na letiště Maleme. Takové zálohy však nebyly připraveny, mimo jiné i proto, že novozélandský velitel generálmajor Freyberg nepovažoval německé výsadkáře za hrozbu a hlavní opatření od počátku směřoval proti hypotetickému námořnímu výsadku. Obsazení Kréty Němci mělo řadu dopadů na boje na Středním východě a v Severní Africe a vytlačilo spojenecké námořní síly z většiny východního Středomoří.